# Entre Douro e Vouga
Entre Douro e Vouga ist eine statistische Subregion Portugals. Sie ist Teil der Região Norte und des Distriktes Aveiro. Im Norden grenzen Grande Porto und Tâmega, im Osten Dão-Lafões und im Süden und Westen Baixo Vouga an die Subregion. 
Fläche: 859 km². Bevölkerungszahl (2001): 276.814. 
Die Subregion unterteilt sich in fünf Kreise:
- Arouca
- Oliveira de Azeméis
- Santa Maria da Feira
- São João da Madeira
- Vale de Cambra